# Pizzicato
Pizzicato (okrajšano pizz.) je oznaka za način igranja na godalnih instrumentih. Namesto godenja z lokom (kar tem instrumentom daje tudi ime), po strunah trgamo s prsti. Tak način igranja daje značilne kratke tone.
Pri igranju kitare je pizzicato način igranja, kjer z robom dlani delno dušimo strune in tako dobimo tišji zvok specifične barve. 